# Schloss Friedrichsdorf (Pommern)
Schloss Friedrichsdorf (polnisch Pałac w Darskowie) ist ein Schloss in Darskowo (Friedrichsdorf), Gmina Złocieniec (Falkenburg) in der Woiwodschaft Westpommern, Polen.

## Geschichte
Historisch gehörte das Gut zum Kreis Dramburg. Das Herrenhaus wurde Ende des 18. Jahrhunderts auf den Mauern eines Vorgängerbaus im Auftrag Christoph von Doeberitz' aufgeführt.
Mit dem Schloss wurde ein Garten angelegt. Zu Beginn des 19. Jahrhunderts wurde das Anwesen verwüstet, als napoleonischen Truppen während des Rückzugs aus Moskau hier stationiert waren.
Im Jahr 1806 gelangten die von Knebel in Besitz des Guts, indem Christoph von Doeberitz Ludwig von Knebel adoptierte. Letzterer nannte sich daraufhin Knebel Doeberitz. 1840 erbte sein Sohn Rudolf den Besitz und begann mit dem Ausbau von Schloss und Park. Der klassizistische Baukörper wurde um einen seitlichen doppelstöckigen Flügel ergänzt. Der letzte Umbau fand 1897 statt, als der Seitenflügel durch einen höheren Pavillon erweitert wurde.

## Bauwerk
Das Schloss ist im Stil des Rokoko erbaut, zweigeschossig und teilweise unterkellert. Die Fassade wird von einem dreiachsigen Mittelrisalit belebt, der von einem Gesimsausschnitt und einer Attika gekrönt wird. An der Nordfassade befindet sich ein kleiner, die Flügel überragender Turm mit Spitzdach. Ebenfalls in der Fassade befindet sich eine barocke Wappenkartusche aus Sandstein mit den Wappen der Familien Borek und Doeberitz. Im Festsaal befindet sich ein Rokokokamin aus dem 18. Jahrhundert.